# Sulcophanaeus chryseicollis
Sulcophanaeus chryseicollis là một loài bọ cánh cứng trong họ Bọ hung (Scarabaeidae).